# Nyelvtörő
A nyelvtörő (más néven gyorsmondóka vagy nyelvgyötrő általában tréfás kifejezés, mondat, rövid szöveg vagy vers, amelyet nehéz tisztán kimondani. A nyelvtörő ezért – másodlagosan –  a hibás beszéd javítására szolgálhat.    Ennek elérésére olyan egymás utáni szavakat tartalmaz, amelyek nagyon hasonló, könnyen eltéveszthető beszédhangok sorából állnak. A nyelvtörő gyakran alliteráción alapul. A nyelvtörőket minél gyorsabban kell hibátlanul kimondani. Nyelvtörők minden nyelvben léteznek, és egyaránt hasznosak az anyanyelvi beszélők, valamint az idegennyelv-tanulók számára a helyes beszéd elsajátításában és gyakorlásában.

## Példák magyar nyelvtörőkre
- Ádám bátyám Pápán járván pávát látván száját tátván pávává vált.[2]
- A gyapjas jak apja gyapja gyakran gyatra gyapjas jak apa gyapj.[3]
- A Moszkvics-slusszkulcs luxusszükséglet.[3]
- A paradicsomot beparadicsomosítlanítottátok.[4]
- A rózsaszín sündisznócska uzsis zacskója.[3]
- A szamaránál is szomorúbb Szemere sem szerzett hamarább szamárlány szamarat szomorú szamara számára, ezért sok szomorú szamárkönny szemerkélt a szamárnál szomorúbb Szemere szomorú szamara szeméből.[3]
- A szecsuáni síncsiszoló sínt csiszol Szecsuánban.[3]
- Add meg magad, vagy megvagy, vadmeggymag hadnagy![3]
- Agostyánban agg atyák a gatyáikat aggatják.[3]
- Akkor jó a jó hajó, ha jó a jó hajócsavar.[3]
- Az ibafai papnak fapipája van, ezért az ibafai papi pipa papi fapipa vagy Az ibafai papnak fapipája van, mert az ibafai fából készült papi fapipa a legjobb papi pipa fapipa.[5]
- Azt mondták a hatalmasok: akinek a hat alma sok, az már ahhoz hatalmas ok, hogy ne legyen hatalma sok![6]
- Bartók Béla bement a boltba bekente bajszát büdös bagaróval.[3]
- Cserszömörcés sört szürcsöl Csörsz.[3]
- Csinos, csíkos cinkcsészében kilenc cukros csirkecomb.[3]
- Ede, de bebetadinoztad magad![3]
- Egy kupac kopasz kukac meg még egy kupac kopasz kukac az két kupac kopasz kukac.[5]
- Egy picike pocakú picike pocok pocakon pöckölt egy picike pocakú picike pockot, mire a pocakon pöckölt, picike pocakú pocok pocakon pöckölte az őt pocakon pöckölő, picike pocakú pockot.[5]
- Egy sós szusi meg még egy sós szusi az két sós szusi.[3]
- Fekete bikapata kopog a patika pepita kövezetén / pepita patikaköveken. (néhol kövén, kövein vagy köveken) [3]
- Gyere Gyuri győri gyufagyárba, győri gyufával gyufát gyújtogatni.[5]
- Ha a lényeg lényegét lényegében lényegteleníted, akkor a lényeg lényege, lényegében lényegtelen.
- Jobb egy lúdnyak tíz tyúknyaknál.[5]
- Kelemen kerekes kerekét kerek keréken kerekíti kerekre.[5]
- Két mókás mókus munkás makkos mákos rétest majszol.[3]
- Két pék két szép kék képet kér.[3]
- Lenin alumíniummauzóleumának millenniumi lelinóleumozása.[3]
- Luxusmoszkvicskisbusz-slusszkulcs[3]
- Meguntam gyönyörű Győrnek gyöngyvárában laktomat, mert a Duna, Rába, Rábca rákja rágja lábomat.[5]
- Meggymag! Szelídmeggymag vagy, vagy vadmeggymag vagy?[3]
- Milyen kesztyű? Sztreccs-szkreccskesztyű![3]
- Minden kiskakas kikukorékolásáig él.[3]
- Mit sütsz, kis szűcs? Tán sós húst sütsz, kis szűcs?[5]
- Nem lehet a Márta másé, mert a Márta már Tamásé.[3]
- Nem minden tarka fajta szarka farka tarkabarka, csak a tarkabarka fajta szarkafajta farka tarkabarka.[5]
- Netán platán, netán palánta, netán tán platánpalánta?[3]
- Öt ördög görget görgőn görbe úton görgő gömbbé gömbölyödött öt görögdinnyét.[5]
- Öt török ördög öt görög ördögöt dögönyöz örökös örömök között.[5]
- Répa, retek, mogyoró, korán reggel ritkán rikkant a rigó.[5]
- Sárga bögre, görbe bögre.[5]
- Sárga cserépből csinált csilingelő csengő cseng a csetneki csöndes csikós csikaja csíkos nyakán.
- Stresszes, strasszos strucc-sztreccscucc.[3]
- Szív- és szájsebész-asszisztensre sincs szükség Sepsiszentgyörgyön.[3]
- Te tetted e tettetett tettet? Te tettetett tettek tettetett tettese, te![3]
- Te tevél tevévé engem eleve, teveled nem ér fel tevefej tétova veleje.[3]
- Túltetted magad a töltőtoll-túltengéseden?
- Valójában minden alávaló ló alá alávaló ló való.[3]
- Vasmag meg mágnesvas[3]